# Partula lutea
Partula lutea foi uma espécie de gastrópodes da família Partulidae.
Foi endémica da Polinésia Francesa.